# Barbara Demmer
Barbara Demmer, née le 21 juin 1969, est une actrice autrichienne.
Elle a joué dans Medicopter le rôle de la Secrétaire de base Heidi Oberhuber (de 1997 à 1998) dans la saison 1. Elle a également interprété le rôle de l'avocate générale dans la série Duo de maîtres.

## Filmographie

### Téléfilm
- 1997 : Love in Paris
- 2001 : Alma, la fiancée du vent
- 2003 : Une maman à toute épreuve
- 2009 : Histoires d'amour et d'amitié (Sommermond)

### Série télévisée
- 1997-1998 : Medicopter
- 2002-2005 : Duo de maîtres